# لي باردوغو
لي باردوغو (بالإنجليزية: Leigh Bardugo)‏ هي كاتبة فنتازيا اسرائيلية أمريكية وتحمل الجنسيتين، أشتهرت بسبب رواية ستة من الغربان وظل وعظم التي تم بيع أكثر من 3 ملايين نسخة باللإضافة لرواية البيت التاسع.
يهودية ولدت في القدس لكنها نشأت في لوس أنجلوس.

## وصلات خارجية
- لي باردوغو على موقع IMDb (الإنجليزية)
- لي باردوغو على موقع ميوزك برينز (الإنجليزية)
- لي باردوغو على موقع قاعدة بيانات الفيلم (الإنجليزية)